# نان سفید کانادایی
نان سفید کانادایی سبکی از نان است که توسط شرکت‌هایی از جمله مزرعه پپریج، تریدر جوز و نانوایی بیمبو آمریکا تولید یا فروخته می‌شود که دارای طعم دلپذیرتری است. بافت نسبت به نان سفید که معمولاً در سراسر ایالات متحده و کانادا یافت می‌شود.

## میزان پروتئین
از آنجایی که کمیسیون غلات کانادا به مقادیر نسبتاً بالایی پروتئین در گندم کانادایی نیاز دارد، آرد سفید کانادایی معمولاً دارای محتوای پروتئین ۱۲ یا ۱۳ درصد است. این به قوام نان کانادایی کمک می‌کند.